# ディックの奇妙な日々
『ディックの奇妙な日々』（The Trouble with Dick ）は、1987年に公開されたSFコメディ映画である。

## 概要
スランプに陥った若手のSF作家が、プレッシャーからどんどんと精神的に追い詰められていく様と、彼が作り出したSFの世界をシンクロさせた作りのSFコメディ映画である。SFコメディとは言えど、SFの部分はあくまでも主人公が作り上げた想像の世界で、物語は主人公が生活する現実世界で起こることがメインであり、想像のSFの部分は主人公の心境を象徴的に表現する手段にのみとどまっている。作家活動の壁にぶち当たり、なかなかスランプから抜け出せない主人公を『マイ・ガール』などのトム・ヴィラードが演じ、彼が心を寄せる女友達ダイアンを『パートリッジ・ファミリー』のスーザン・デイが演じる。日本では1987年にシネセゾンが配給で劇場公開がされたほか、その後VHSとしても発売された。しかし2016年11月現在、DVDでは発売されていない。

## あらすじ
かつて執筆したSF小説がそこそこ成功した経験を持つSF作家のディック・ケンドレッド（トム・ヴィラード）。しかしその後はスランプが続き、出版社巡りに励んでは立て続けに断られるという日々を送っていた。ある日、大学時代の女友達であるダイアン（スーザン・デイ）と久々に再会。鳴かず飛ばずの生活を送るディックを気遣ったダイアンは、自分が間借りする一軒家の空き部屋に住むようディックにすすめる。はじめはその家へ移り住むことに否定的だったディックだが、結局転居を決意。早速それまで住んでいた激安のシェアルームに別れを告げ、新たな住処となる一軒家へやって来ると、際どいエアロビクスウェアを着たシーラ（エレイン・ギフトス）が出迎える。かくしてシーラの一人娘ヘイリー（エリザベス・ゴーシー）も交えて、女3人男１人の奇妙な共同生活が始まった。
一方で環境は変われど、ディックの小説は暗礁に乗り上げたままだった。出版会社の編集者からは自身の小説に斬新さを求められるも、いまいちいいアイディアも浮かばず、ディックのプレッシャーはストレスとなって彼を疲弊させた。彼の頭の中では、小説の主人公ラース（デヴィッド・クレノン）がストーリーの舞台である惑星を冒険するという話で少しずつ執筆は進んでいくのだが、そのうちディックのストレスも限界に達し、とうとうディックは錯乱する。

## キャスト・スタッフ

### 出演者
- ディック・ケンドレッド：トム・ヴィラード
- ダイアン：スーザン・デイ
- シーラ：エレイン・ギフトス
- ヘイリー：エリザベス・ゴーシー
- ラース：デヴィッド・クレノン
- ベティ・ボール：マリアンヌ・マルラライリー

### スタッフ
- 監督：ゲイリー・ウォーコウ
- 脚本：ゲイリー・ウォーコウ、ポール・フリードマン
- 製作：レスリー・ロビンス
- 音楽：ロジャー・バーランド
- 撮影：ダリル・スチュード・ベイカー